# Bunopus blanfordii
Espèce
Bunopus blanfordii est une espèce de geckos de la famille des Gekkonidae.

## Répartition
Cette espèce se rencontre en Israël et en Jordanie.

## Étymologie
Cette espèce est nommée en l'honneur de William Thomas Blanford.

## Publication originale
- Strauch, 1887 : Bemerkungen über die Geckoniden-Sammlung im zoologischen Museum der kaiserlichen Akademie der Wissenschaften zu St. Petersburg. Mémoires de l'Académie impériale des sciences de Saint-Pétersbourg, ser. 7, vol. 35, no 2, p. 1-72 (texte intégral).